# Pau el Diaca
Pau el Diaca o Pau Diaca (c. 720 – 13 d'abril probablement del 799), també conegut com a Paulus Diaconus, Warnefred, Barnefridus i Cassinensis (és a dir, "de Monte Cassino"), fou un monjo benedictí i historiador dels llombards.

## Vida
Un avantpassat de nom Leupiqui entrà a Itàlia amb el grup d'Alboí i va rebre terres al (o prop de) Fòrum Julii (Cividale del Friuli). Durant una invasió els àvars provocaren que els cinc fills d'aquest guerrer marxessin a Pannònia, però un d'ells, el seu homònim, retornà a Itàlia i restaurà l'arruïnada fortuna de la seva casa. El net més jove de Leupiqui era Warnefrid, que amb la seva muller Teodelinda va tenir un fill: Pau.
Nascut entre 720 i 735 a Friuli (Itàlia), Pau rebé una excepcionalment bona educació, probablement a la cort del rei llombard Ratquis de Friül, a Pavia. Tingué com a professor Flavià, que li ensenyà els rudiments del grec. És probable que fos secretari del rei llombard Desideri d'Ístria, successor de Ratquis; és segur que la filla d'aquest rei, Adelperga, va ser la seva alumna. Després que Adelperga s'hagués casat amb Ariquis II, duc de Benevento, Pau, a petició seva, escrigué una continuació de la història d'Eutropi.
Va viure a la cort de Benevent, possiblement cercant refugi quan Pavia va ser presa per Carlemany en 774; la seva residència, però, només es troba documentada diversos anys després d'aquell esdeveniment. Ben aviat entrà a un monestir al llac Como, i abans de 782 es troba vivint a l'abadia benedictina de Montecassino, on conegué Carlemany. Cap al 776, el seu germà Ariquis havia havia estat enviat com a pres a França, i quan cinc anys més tard el rei franc anà a Roma, Pau li escrigué demanant clemència per al captiu, que quedà lliure.
Les seves fites literàries atragueren l'atenció de Carlemany, que el cridà a la seva cort, on Pau es convertí en un dels membres destacats del renaixement carolingi. El 787 retornà a Montecassino, on morí el 13 d'abril, entre els anys 796 i 799. El seu apel·latiu, Diaconus, implica que va ser ordenat com a diaca; i alguns pensen que era un monjo abans de la caiguda del regne llombard.

## Obres

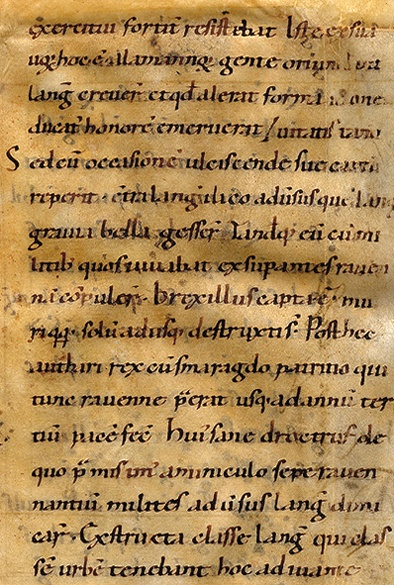
Pàgina manuscrita de la Historia Langobardorum

L'obra principal de Pau és la seva Historia Langobardorum. Aquesta història, inacabada i en sis volums, va ser escrita després de 787 i a algun moment no posterior al 795/96, potser a Montecassino. S'ocupa de la història dels llombards, dels seus orígens llegendaris al nord, a Escandinàvia, i les seves subsegüents migracions, notablement a Itàlia en 568/9 a la mort del rei Liutprand el 744, i conté molta informació sobre l'Imperi Romà d'Orient, els francs, i altres. La història està explicada des del punt de vista d'un llombard i és especialment valuosa per a les relacions entre els francs i els llombards. Comença així:
| « | Septemtrionalis plaga quanto magis ab aestu solis remota est et nivali frigore gelida, tanto salubrior corporibus hominum et propagandis est gentibus coaptata; sicut econtra omnis meridiana regio, quo solis est fervori vicinior, eo semper morbis habundat et educandis minus est apta mortalibus La regió del nord, com més llunyana es troba de la calor del sol i més freda es manté pels rigors de la gèlida neu, tant o més saludable és per als cossos dels homes i més garanteix el creixement de la gent; per contra, tota la regió del sud, en la qual el vigor del sol està més a prop, sempre és abundant en malalties i és menys adequada per l'educació dels mortals. | » |

Entre les seves fonts, Pau utilitzà el document anomenat Origo Gentis Langobardorum, el Liber Pontificalis, la història perduda de Secund de Trent, i els annals perduts de Benevent; va fer un ús lliure de Beda, Gregori de Tours i Isidor de Sevilla.
De la mateixa època és la seva Historia Romana, una continuació del Breviari d'Eutropi. Aquesta fou compilada entre el 766 i el 771, a Benevent. La història diu que Pau aconsellà Adelperga de llegir a Eutropi. Feia això, però es queixava que aquest escriptor pagà no deia res sobre afers eclesiàstics i s'aturava amb l'accessió de l'emperador Valent el 364; consegüentment Pau entrellaçà extractes procedents de les Escriptures, dels historiadors eclesiàstics i d'altres fonts, amb Eutropi, i afegí sis llibres, fent remuntar, doncs, la història, al 553. Aquest treball té valor per a la seva primera presentació històrica del final de l'Imperi Romà d'Occident, tot i que va ser molt popular durant l'edat mitjana. Ha estat editat i s'ha publicat per Johann Gustav Droysen en el Monumenta Germaniae Historica. Antiquissimi Auctores. (1879) així com per A. Crivellucci, en Fonti per la storia d' Italia, n. 51 (1914).
Paul escrigué a instàncies d'Angilram, bisbe de Metz (m. 791), una història dels bisbes de Metz. També escrigué moltes cartes, versos i epitafis, incloent-hi els de la duquessa/princesa Ariquis II de Benevento i de molts membres de la família carolíngia.
Mentrestant, al regne del francs, Carlemany li demanà a Pau de compilar una col·lecció d'homilies. Ho va fer després del seu retorns a Monte Cassino, i va ser àmpliament utilitzats per les esglésies franques. També se li ha atribuït una vida de Gregori I i se li atribueix una traducció llatina del l'obra grega Vida de Maria Egipcíaca.